# المنخور (قارة)

تعديل مصدري - تعديل

المنخور هي إحدى قرى عزلة قارة بمديرية قارة التابعة لمحافظة حجة، بلغ تعداد سكانها 219 نسمة حسب تعداد اليمن لعام 2004.